# Văsieni (Telenești)
Văsieni è un comune della Moldavia situato nel distretto di Telenești di 1.279 abitanti al censimento del 2004.